# Stefan Knapp
Stefan Knapp (11 tháng 7 năm 1921 - 12 tháng 10 năm 1996) là một họa sĩ và nhà điêu khắc người Ba Lan, làm việc ở Vương quốc Anh.

## Tiểu sử

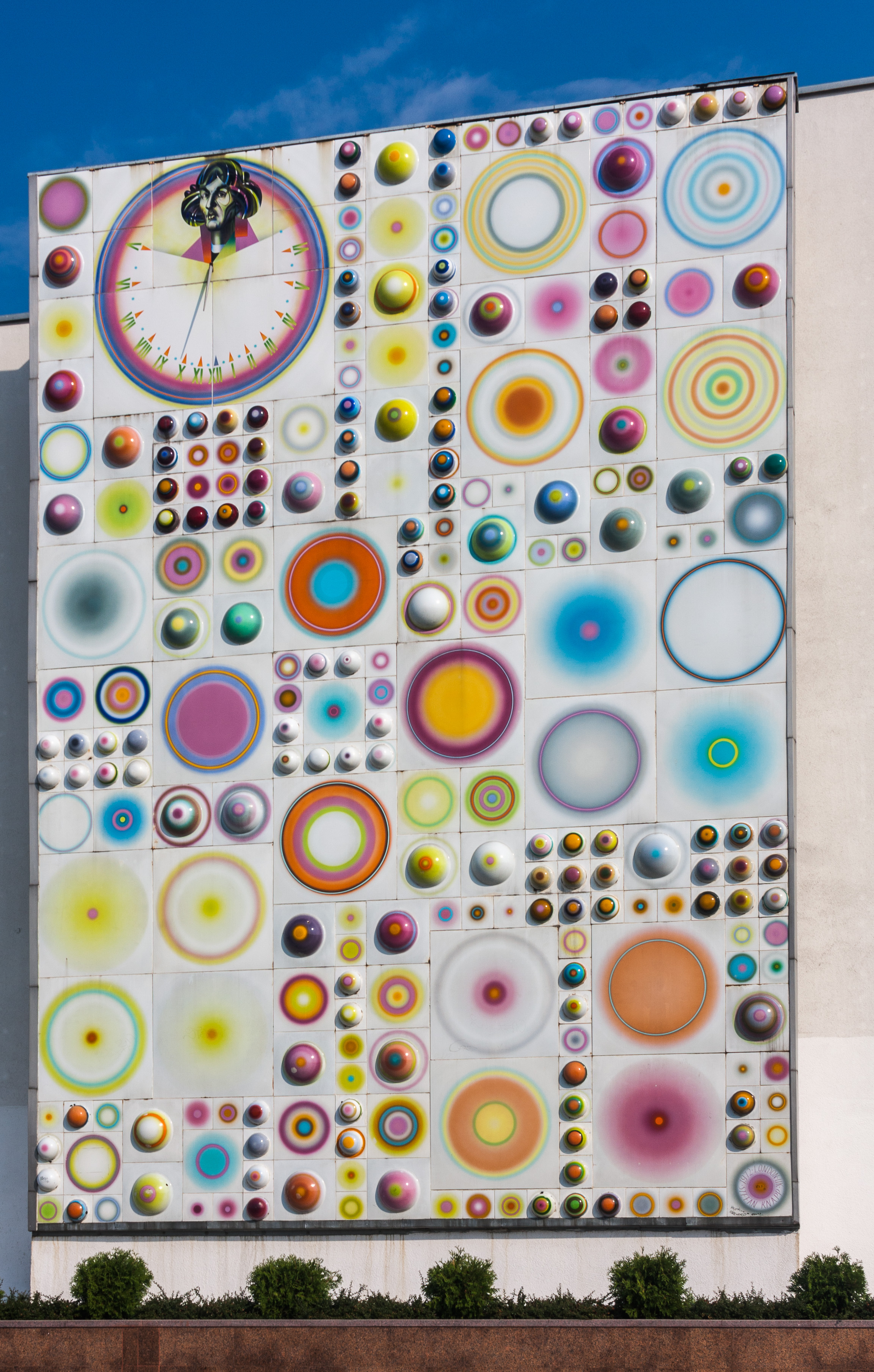
Bức tranh khảm của Stefan Knapp tại Đại học Nicolaus Copernicus ở Toruń

Knapp sinh ra ở Biłgoraj. Năm 1935, ông bắt đầu học tại Đại học Bách khoa Lwów.  Sau khi Chiến tranh thế giới thứ hai kết thúc, nhờ vào tiền trợ cấp của một cựu chiến binh, Knapp theo học tại Học viện Hoàng gia và tại Trường Mỹ thuật Slade ở London.
Knapp được biết đến với việc sản xuất những bức tranh tường có kích thước khổng lồ, được làm bằng vật liệu có tuổi thọ hàng nghìn năm, chẳng hạn như bức tranh khảm của Stefan Knapp tại Đại học Nicolaus Copernicus ở Toruń.
Vào cuối những năm 1950, Knapp chuyển từ vẽ tranh truyền thống sang thử nghiệm chế tác đồ men và điêu khắc. Lần đầu tiên Knapp nhận được sự chú ý và công nhận quốc tế là trong một cuộc triển lãm cá nhân ở London vào năm 1954. Tại đây, ông đã trình bày kỹ thuật sáng tạo, liên quan đến việc nấu chảy thủy tinh và chế tác các lò nung đặc biệt.
Knapp qua đời tại studio của mình ở London vào năm 1996. Hàng nghìn người đã đến tham dự lễ tang nghệ sĩ ở London.